# Prospect (Luisiana)
Prospect es un lugar designado por el censo ubicado en la parroquia de Grant en el estado estadounidense de Luisiana. En el Censo de 2010 tenía una población de 476 habitantes y una densidad poblacional de 124,09 personas por km².

## Geografía
Prospect se encuentra ubicado en las coordenadas 31°26′55″N 92°30′0″O / 31.44861, -92.50000. Según la Oficina del Censo de los Estados Unidos, Prospect tiene una superficie total de 3.84 km², de la cual 3.82 km² corresponden a tierra firme y (0.34%) 0.01 km² es agua.

## Demografía
Según el censo de 2010, había 476 personas residiendo en Prospect. La densidad de población era de 124,09 hab./km². De los 476 habitantes, Prospect estaba compuesto por el 95.38% blancos, el 0.63% eran afroamericanos, el 0.63% eran amerindios, el 0.42% eran asiáticos, el 0% eran isleños del Pacífico, el 0% eran de otras razas y el 2.94% pertenecían a dos o más razas. Del total de la población el 0.21% eran hispanos o latinos de cualquier raza.